# Pinocchio 3000
A Pinocchio 3000 egy 2004-ben bemutatott kanadai–francia–spanyol számítógépes animációs film, amelyet a Christal Films készített.

## Szereplők
| Szereplő  | Angol hang        |
| --------- | ----------------- |
| Pinocchio | Sonja Ball        |
| Geppetto  | Howard Ryshpan    |
| Spencer   | Howie Mandel      |
| Cyberina  | Whoopi Goldberg   |
| Marlene   | Jean-Claude Donda |
| Scamboli  | Malcolm McDowell  |
| Cab       | Matt Holland      |
| Rodo      | Jack Daniel Wells |
| Zack      | Bobby Edner       |
| Cynthia   | Gabrielle Elfassy |
| Scambocop | Terrence Scammell |